# Lars Larsson (utforskare och äventyrare)
Lars Erik Magnus Larsson, född 23 juli 1975, i Kallmyr utanför Ljusdal, är en svensk utforskare, äventyrare, paddlare, journalist, fotograf och medieentreprenör. Larsson har genomfört en serie expeditioner till Asien i upptäckaren Sven Hedins spår, samt gjort fler förstapaddlingar av okända forssträckor i Sverige än någon annan under 2000-talet. Han grundade och var chefredaktör för tidskriften Paddling 2005–2010, officiellt organ för Svenska kanotförbundet, samt var  svensk mästare och medlem i landslaget i freestyle (forspaddling). Larsson porträtterades 2025 i dokumentärserien Det gränslösa som sändes på SVT1 och SVT Play.

## Forspaddlare

### Tävlingskarriär
Larsson var medlem av landslaget i freestyle (forspaddling) 1999–2008 och representerade Sverige på samtliga Europa- och världsmästerskap under denna period. Han blev svensk mästare i freestyle 2001 och i kajakcross 2006, samt vann internationella herrklassen av Himalayan Whitewater Challenge i Nepal år 2005. Larsson har utövat samtliga discipliner inom kanotsporten och tävlat i de flesta av dem.

### Förstapaddlingar och nyturer
År 2008 hoppade Larsson av landslaget för att istället fokusera helt på att utforska tidigare okända och opaddlade vattendrag. Under 2000-talet har det resulterat i över 70 förstapaddlingar och nyturer i Sverige och Norge. Sommaren 2024 blev Larsson och hans team första svenskar att paddla Njoatsosjåhkå i Sarek. De bar in forskajakerna på ryggen och den sex dagar långa expeditionen skildras i två avsnitt av dokumentärserien Det gränslösa som sändes på SVT1 2025.

## Journalist, chefredaktör och utgivare
Larsson är en av grundarna till tidskrifterna Paddling, Surfing och Utemagasinets bilaga Kajak. Han var också delägare i den svenska utgåvan av Outside magazine. Larsson var chefredaktör för Paddling 2005–2010, officiellt organ för Svenska kanotförbundet. Han var redaktör för Kajak samt ansvarig utgivare för Surfing.
I november 2013 publicerade han som frilansjournalist ett 24-sidigt reportage i de nordiska utgåvorna av National Geographic om sin expedition till Iran och tog också omslagsfotot.

## Internationell utforskare och äventyrare

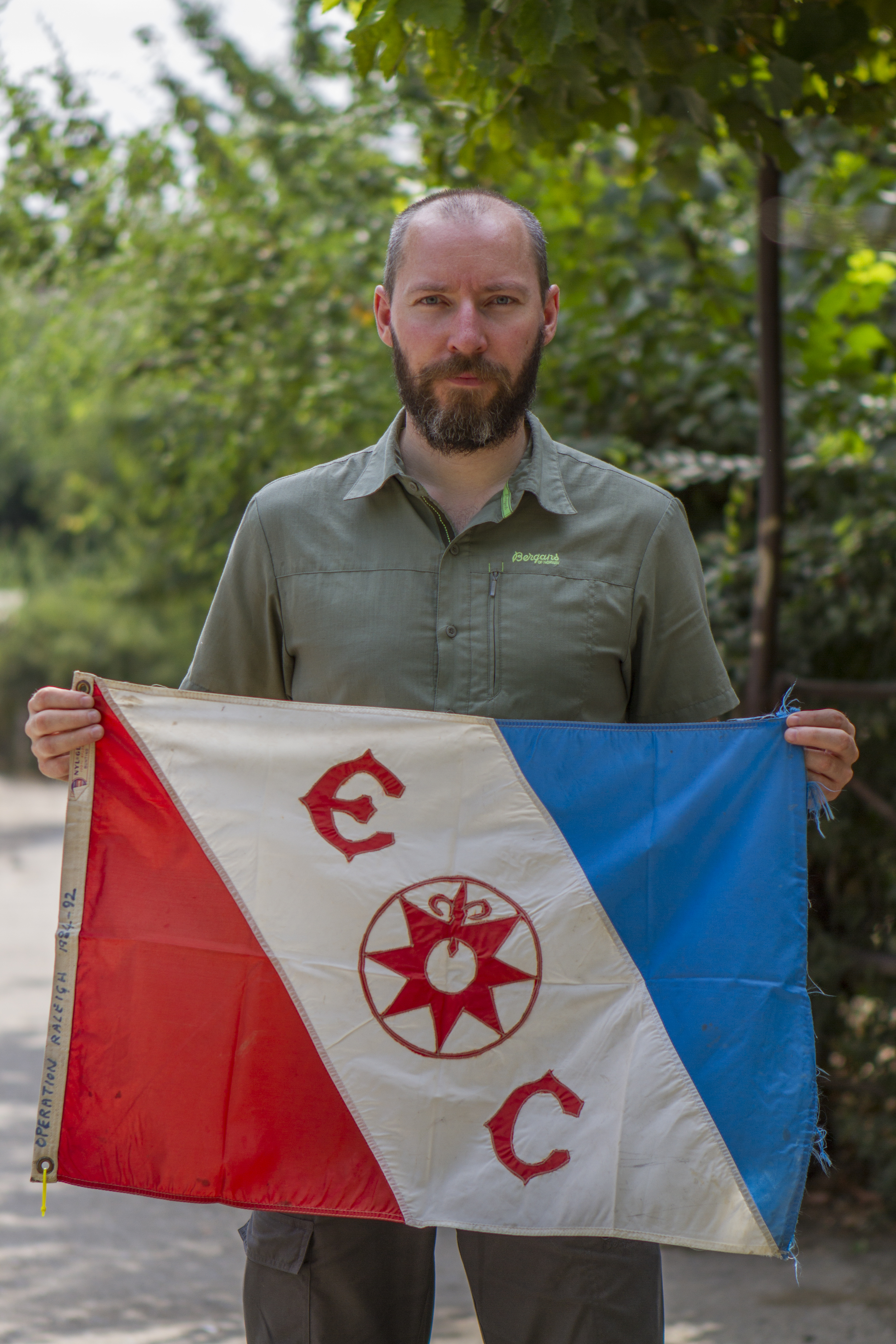
Lars Larsson med Explorers Club-flagga № 186 i Osj, Kirgizistan, den 5 augusti 2015.

Larsson är knuten till tre av världens mest kända organisationer för utforskare. Han är National Geographic Explorer och National Geographic Society Grantee 2012 och 2014. Han är Fellow i Explorers Club i New York och är sedan 2017 ordförande i klubbens svenska underavdelning Sweden Chapter. Larsson är också Fellow i Royal Geographical Society i London.
Larsson har föreläst i Explorers Clubs högkvarter på Manhattan i New York 2018, något som bara en handfull svenskar förunnats. Två tidigare exempel är Sven Hedin 1923 och  Mikael Strandberg 2006.

## Sven Hedin-projektet

### Expeditioner och resor

#### Iran 2013
Våren 2013 ledde Larsson en grupp av fyra svenskar och två iranier på en expedition genom Irans östra öknar finansierad av National Geographic. Gruppen följde Sven Hedins rutt från 1906, från Teheran till gränsen mot Afghanistan, i ungefär 200 mil. Längs vägen korsade de Irans centrala saltöken Dasht-e Kavir och skidbesteg det 5 671  meter höga berget Demavend. Huvudsyftet med expeditionen var att undersöka hur naturen och kulturlandskapet förändrats på ett århundrade, samt dokumentera detta med hjälp av återfotograferingar.

#### Pamir 2015
Under juli och augusti 2015 ledde Larsson en expedition  till Pamir och Wakhankorridoren i Afghanistan, finansierad av National Geographic Society. Syftet var att undersöka hur landskapet och kulturen på de platser Sven Hedin besökte 1894–95 har förändrats över ett århundrade.

### Fotografier i Etnografiska museets samlingar
Larssons fotografier från Sven Hedin-projektet förvärvades till Statens museer för världskulturs samlingar 2019: "Där blir de tillsammans med Hedins originalfoton en värdefull resurs för framtida forskning och publikt utbud".

### Fotoutställningar
Larssons fotografier har visats i flera utställningar på Etnografiska museet:
- (2015) Etnografiska museet: I upptäckarens fotspår - Sven Hedin idag. Larssons bilder från Iran 2013 visades i anslutning till detta symposium. I samarbete med National Geographic och Hedinstiftelsen.[28]

- (2016) Etnografiska museet: "Skandinaver på världens tak – i Sven Hedins och Ole Olufsens spår". Larssons bilder från Pamir 2015 visades i anslutning till detta Symposium. I samarbete med National Geographic och Hedinstiftelsen [29]

- (2020) Etnografiska museet: "Där och då blir här och nu". Utomhusutställning i museiparken.[30] En av Larssons bilder från Iran 2013 visades storskaligt i utställningen.[31]

## Olyckor och svårigheter

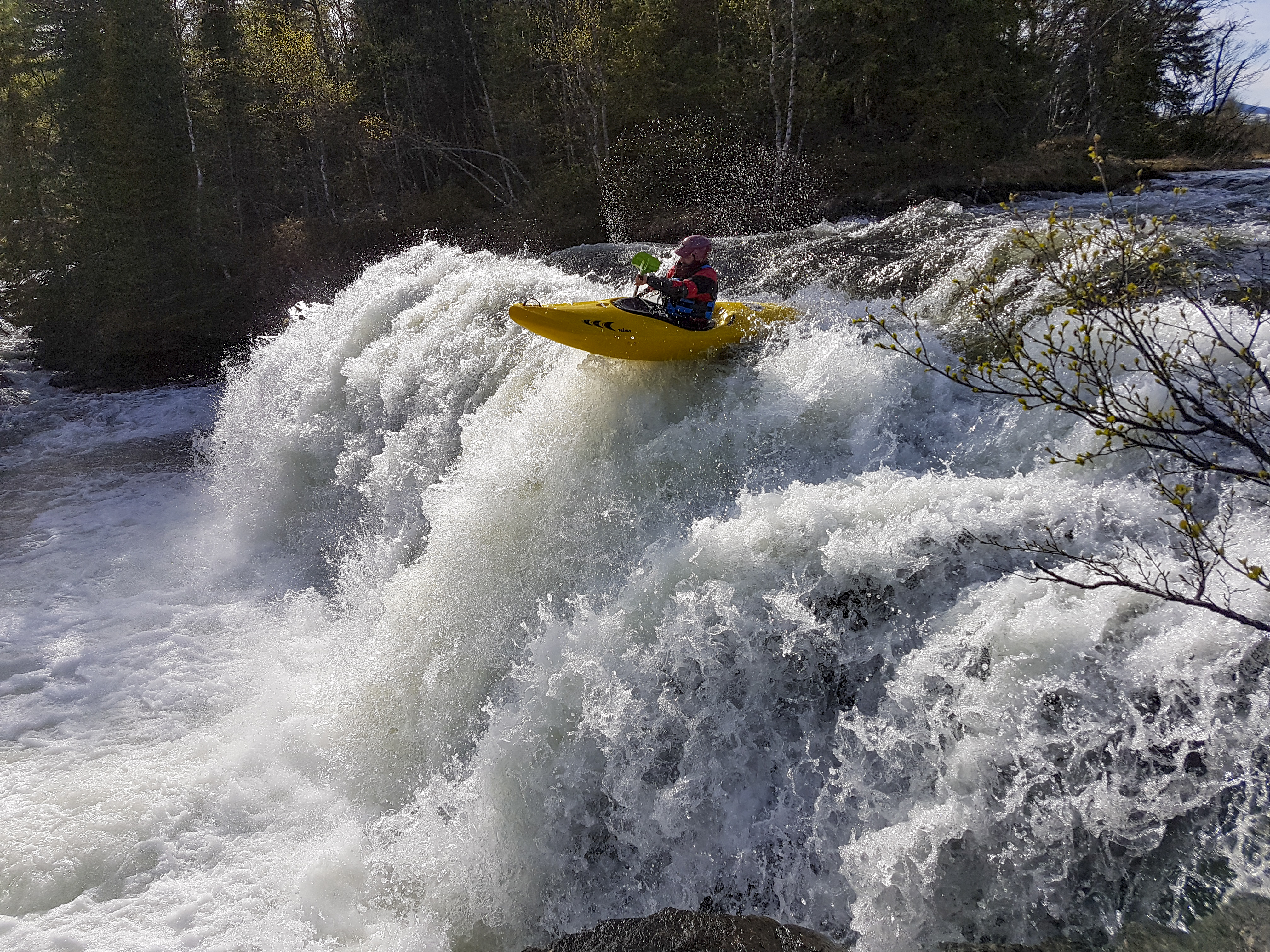
Lars Larsson paddlar Skärkfallet i Skärkdalen 2018.

I tredje avsnittet av dokumentärserien Det gränslösa (SVT1, 2025) berättar Larsson om en forspaddlingsolycka på Nya Zeeland 1999 då han fastnade mot ett träd, upp-och-ned under vattnet. Han kom undan med tio stygn runt ena ögat, medan kajaken veks dubbel av vattnets kraft.
Efter att ha forspaddlat på den Vita Nilen i Uganda 2007 insjuknade Larsson i malaria efter sin återkomst till Sverige och blev inlagd på sjukhus.
Under ett föredrag om expeditionen till Pamir 2015 berättade Larsson om hur det varit skottlossning i den afghanska by dit han var på väg. Trots rädsla för talibanerna valde han att låta expeditionen fortsätta in i Afghanistan och Wakhankorridoren.